# Acrobasis glaucella
Acrobasis glaucella là một loài bướm đêm thuộc họ Pyralidae. Nó được tìm thấy ở hầu hết châu Âu.
Sải cánh dài 19–23 mm. Con trưởng thành bay từ tháng 6 đến tháng 8.
Ấu trùng ăn các loài sồi khác nhau.

## Hình ảnh

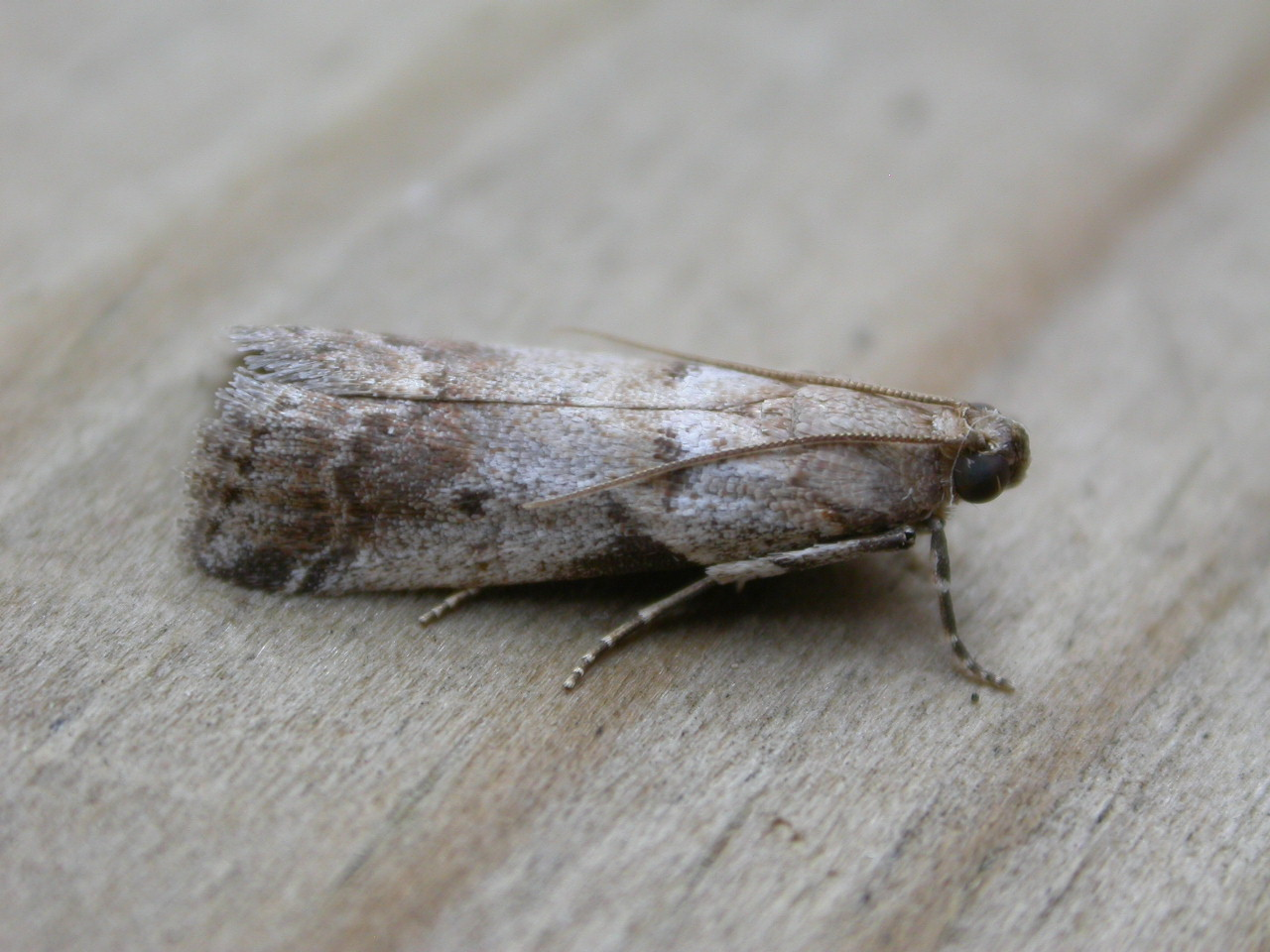